# Antepipona tekensis
Antepipona tekensis är en stekelart som först beskrevs av Kostylev 1940.  Antepipona tekensis ingår i släktet Antepipona och familjen Eumenidae. Inga underarter finns listade i Catalogue of Life.